# Николаос Муцопулос
Николаос Константину Муцопулос (на гръцки: Νικόλαος Κωνσταντίνου Μουτσόπουλος) е гръцки професор археолог, архитект и византолог, автор на редица книги и откривател на гроба на цар Самуил.

## Биография
Николаос Мицопулос е роден през 1927 година в Атина, Гърция. Завършва архитектура в Националната мецовска политехника в Атина. Специализира във Франция в Сорбоната. Кандидатската си дисертация защитава във Факултета по архитектура към Националната мецовска политехника, като през 1958 г. е избран за редовен професор в секция „Архитектура“ на Политехническия факултет към Аристотеловия университет в Солун.
Специализиран е в изследване на византийската църковна и традиционна архитектура и има множество публикации в тази област. Занимава се с описването на укрепените селища и крепости в Македония и Тракия. Прави археологически проучвания и разкопки в различни части на в Мигдонска Рендина, в Дракоспита на остров Евбея и на други места в Гърция, а от 1965 до 1975 г. на остров Свети Ахил в Малкото Преспанско езеро, където през 1969 г. открива останките на цар Самуил в базиликата „Свети Ахил“. Той е организатор и участник в много международни и местни научни конгреси. Член е на редица научни международни и гръцки организации, сред които Българската академия на науките.
По време на дългогодишната си кариера е ръководил реставрирането на Христовия храм в Божи гроб, изследвал е сградите на Института по патерналистика към Вселенската патриаршия и някои други институти, както и определени храмове в Македония и Тракия, в това число няколко вилни постройки. Негово дело е и реставрацията на господарския дом Casa Bianca в Солунския район „Ексохи“. С помощта на гръцкия учен е извършено и архитектурното оформление на Старинен Пловдив.
Експредседател на Международния институт по традиционна архитектура, почетен член на Управителния съвет на IBI (Международен институт по крепости и замъци), член на Центъра за византийски проучвания към Солунския университет и председател на Гръцкото научно дружество.
Има над 500 публикувани научни изследвания.
Почива на 13 март 2019 година в Солун.

## Признание и отличия
Николаос Муцопулос е почетен член на Атинската академия на науките, на Academia Pontaniana в Неапол, на Българската академия на науките и на пловдивския Граждански клуб. Почетен гражданин на Пловдив и на много градове в Северна Гърция. Награждаван е с гръцки и чужди почетни отличия.
Той е доктор хонорис кауза на Софийския университет „Свети Климент Охридски“, Пловдивския университет „Паисий Хилендарски“ и на Великотърновския университет „Св. св. Кирил и Методий“.